# جيسي جو باركر
جيسي جو باركر (بالإنجليزية: Jessie Joe Parker)‏ هو لاعب دوري الرغبي أسترالي، ولد في 8 يوليو 1985 في بابوا غينيا الجديدة.